# Délégation générale du Québec à Munich
La délégation générale du Québec à Munich (Allemand : Vertretung der Regierung von Québec in München) a pour but de représenter les intérêts du Québec auprès de l'Allemagne. Elle représente également l'Autriche et la Suisse.

## Description

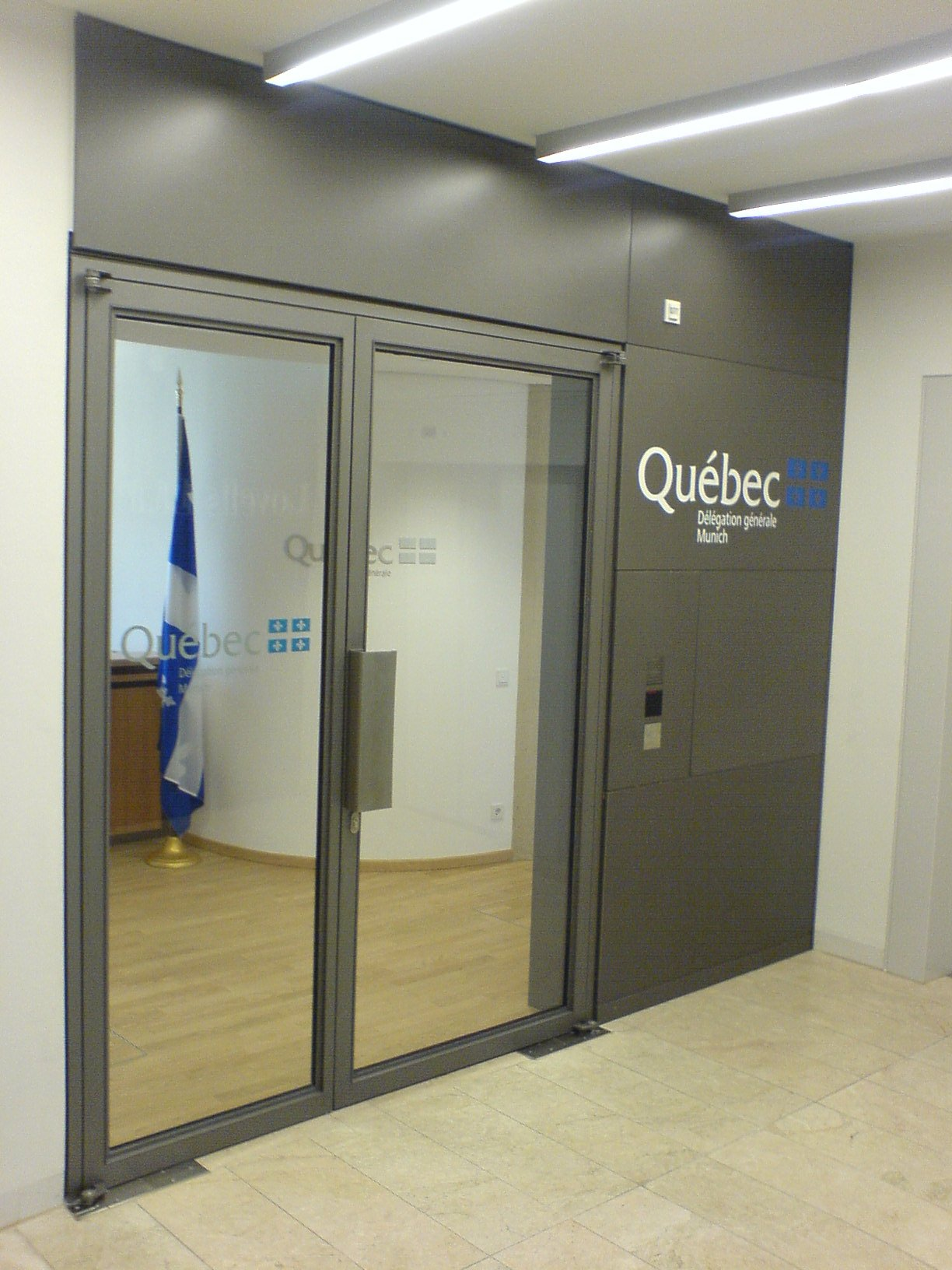
Entrée des bureaux de la délégation

La délégation a ouvert ses portes en 1971.
Elle a aussi un bureau à Berlin.

## Liste des délégués généraux
Depuis sa réouverture en 2006 :
- 2006 - 2013 : Charles Villiers
- 2013 - 2014 : Michel Côté
- 2014 - 2017 : Claude Trudelle
- 2018 - 2020 : Marie-Ève Jean
- Depuis 2020 : Elisa Valentin